# 隐情 (电视剧)
《致命誘惑》（英語：The Catch）是一部美国悬疑电视连续剧，由Mireille Enos和Peter Krause出演。它是由Jennifer Schuur，Kate Atkinson和Helen Gregory发布，Allan Heinberg研发，并被Shondaland's Shonda Rhimes 和 Betsy Beers出版。Julie Anne Robinson也是执行制片人，并导演了试播节目。这个系列于2016年3月24日在ABC首演。 在2016年5月12日，播出了第二季。 2017年5月11日宣布取消。

## 引用
1. ↑  Porter, Rick. . 2015-11-16  [2015-11-17]. （原始内容存档于2015-11-17）.
2. ↑  Welch, Alex. . TV by the Numbers. 2016-05-12  [2016-05-12]. （原始内容存档于2016-05-13）.
3. ↑  Stanhope, Kate; Goldberg, Lesley; O'Connell, Michael. . 好萊塢報導. 2017-05-11  [2017-05-11]. （原始内容存档于2017-05-12）.